# Deutsche Weinprinzessin

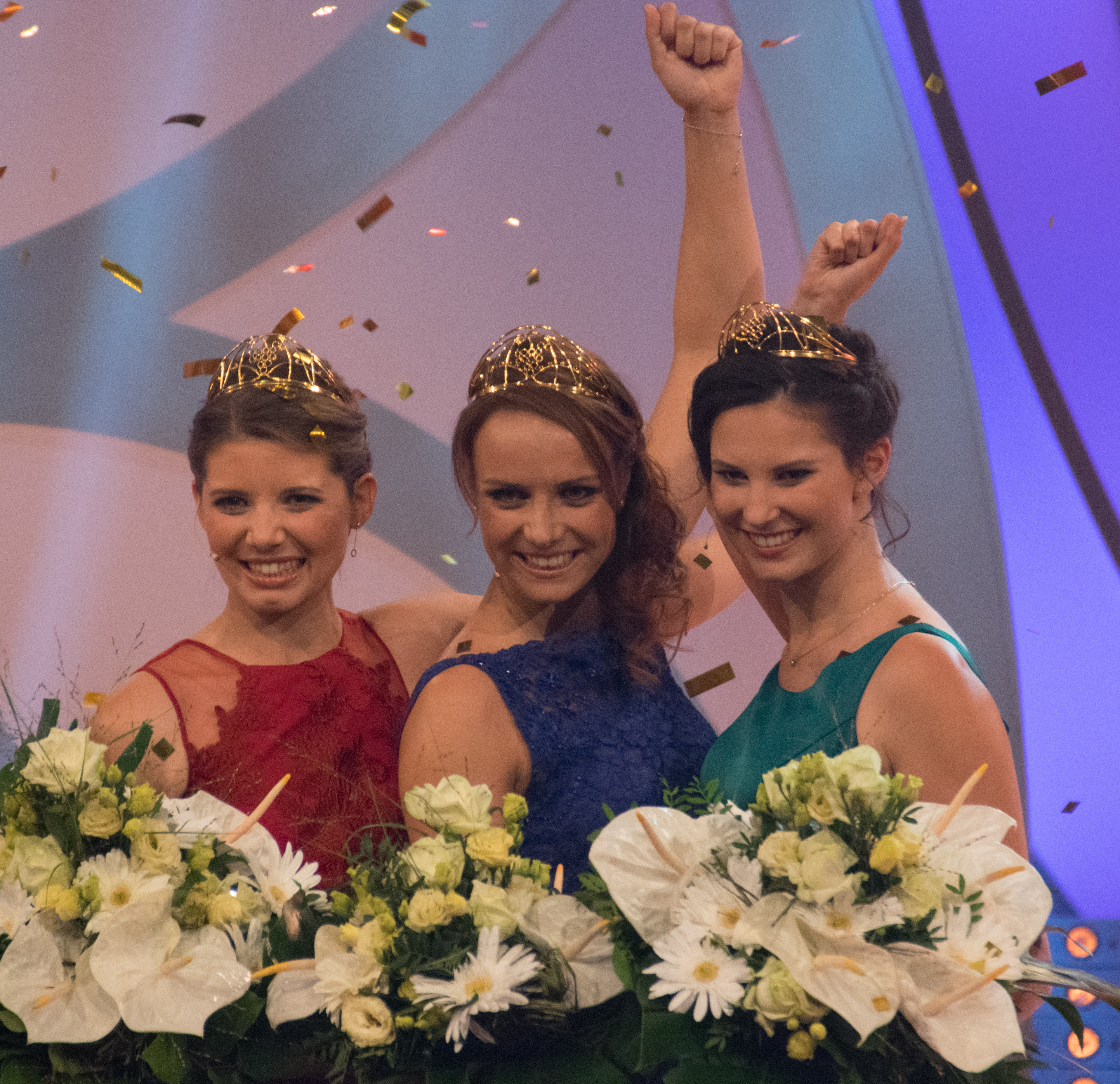
Die Deutschen Weinprinzessinnen 2016/2017 Mara Walz (Württemberg) und Christina Schneider (Franken) mit ihrer Königin Lena Endesfelder (Mitte)

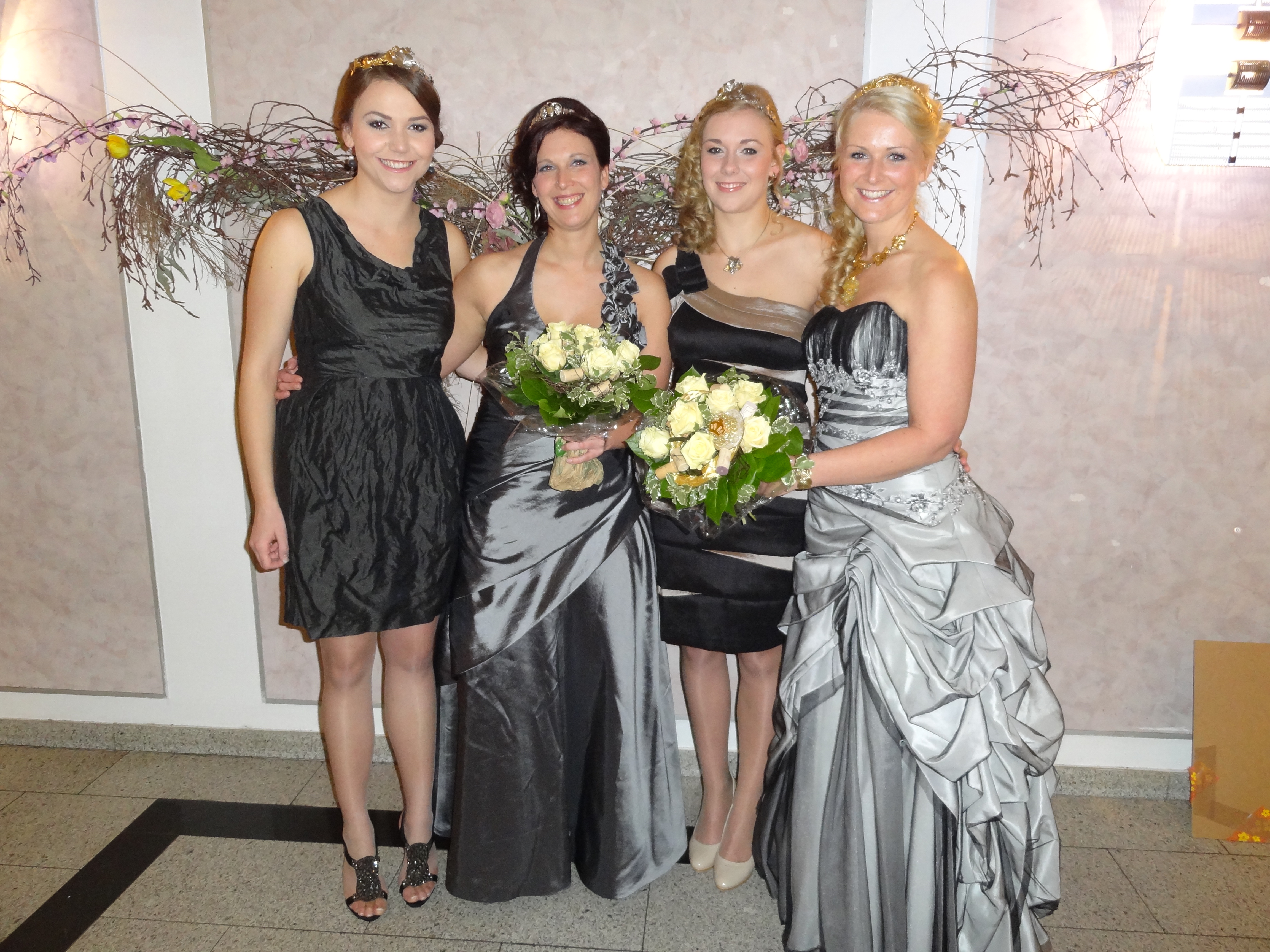
Die Deutschen Weinprinzessinnen 2013/2014 Ramona Diegel aus Rheinhessen (links), Sabine Wagner aus dem Rheingau (zweite von rechts) bei der Wahl der Sächsischen Weinkönigin 2013 in der Börse Coswig, ebenfalls auf dem Bild die Sächsische Weinkönigin 2012/2013 Katja Riedel (rechts) und die Sächsische Weinprinzessin 2012/2013 Christin Lustik (2. v. l.)

Die Deutschen Weinprinzessinnen sind die Vertreterinnen der Deutschen Weinkönigin. Pro Jahr erhalten diejenigen Bewerberinnen, die im 2. Wahlgang der Deutschen Weinkönigin unterlegen sind (maximal drei), den Titel einer Weinprinzessin. Sie sind damit ebenso wie die Weinkönigin im Auftrag des Deutschen Weininstitutes Repräsentantinnen des deutschen Weines.

## Deutsche Weinprinzessinnen
(Liste ab 1992/1993 komplett)
08. 1956/1957 Ursel Schwarzbeck von der Mosel
15. 1963/1964 Gerdi Sexauer, später Staiblin, aus Baden
19. 1967/1968 Margot Leiser aus Württemberg
20. 1968/1969 Marianne Menten, später Henrichs, von der Mosel, Christa Jung aus der Pfalz
22. 1970/1971 Ingrid Näkel von der Ahr
23. 1971/1972 Reinhilde Rothbrust von der Mosel
30. 1978/1979 Christel Emmerich von der Hessischen Bergstraße
31. 1979/1980 Rosemarie Blankenhorn aus Baden
38. 1986/1987 Maria Bergold aus der Pfalz
40. 1988/1989 Annette Borell aus der Pfalz
41. 1989/1990 Hilke Dahlem aus Rheinhessen, Astrid Forneck vom Mittelrhein, Margit Klein von der Nahe
42. 1990/1991 Antoinette Barth von der Nahe
44. 1992/1993 Bettina Fischer von der Mosel, Ute Frickhofen vom Mittelrhein
45. 1993/1994 Anita Krämer von der Ahr
46. 1994/1995 Tanja Elflein aus Franken, Birgit Schneider von der Nahe
47. 1995/1996 Claudia Frankenberger von Saale-Unstrut, Martina Nickenig vom Mittelrhein
48. 1996/1997 Gaby Hoffmann von der Mosel, Monika Mertz aus der Pfalz, Stefanie Koll, später Koll-Bensberg, von der Ahr
49. 1997/1998 Sonja Freund, später Freund-Kuhmann, aus der Pfalz, Birgit Zehe aus Rheinhessen
50. 1998/1999 Michaela Heusinger aus Franken, Catharina Ries vom Rheingau
51. 1999/2000 Sabrina Koll von der Ahr, Sandra Polomski von Saale-Unstrut
52. 2000/2001 Wiebke Lawall aus Rheinhessen, Salome Nies vom Rheingau
53. 2001/2002 Julia Hurst aus Baden, Martina Klein von der Ahr, Christina Specht vom Mittelrhein
54. 2002/2003 Esther Knewitz aus Rheinhessen, Friedrun Schwerdtle aus Württemberg, Simone Wagner vom Rheingau
55. 2003/2004 Lisa Edling von der Hessischen Bergstraße, Antje Wiedemann aus Sachsen
56. 2004/2005 Nadine Jäger vom Rheingau, Tina Kiefer aus der Pfalz
57. 2005/2006 Katharina Jost vom Mittelrhein, Nicole Kochan von der Mosel
58. 2006/2007 Barbara Fendel vom Mittelrhein, Sandra Soldmann von Saale-Unstrut
59. 2007/2008 Julia Metzler aus Rheinhessen, Susanne Winterling aus der Pfalz
60. 2008/2009 Sarah Schmitt von der Nahe, Andrea Köninger aus Baden
61. 2009/2010 Christl Schäfer aus Württemberg, Isabell Kindle aus Baden
62. 2010/2011 Katja Bohnert aus Baden, Melanie Unsleber aus Franken
63. 2011/2012 Elisabeth Born von Saale-Unstrut, Ramona Sturm von der Mosel
64. 2012/2013 Anna Hochdörffer aus der Pfalz, Natalie Henninger aus Baden
65. 2013/2014 Ramona Diegel aus Rheinhessen, Sabine Wagner aus dem Rheingau
66. 2014/2015 Judith Dorst aus Rheinhessen, Kathrin Schnitzius von der Mosel
67. 2015/2016 Katharina Fladung aus dem Rheingau, Caroline Guthier von der Hessischen Bergstraße
68. 2016/2017 Christina Schneider aus Franken, Mara Walz aus Württemberg
69. 2017/2018 Laura Lahm aus Rheinhessen, Charlotte Freiberger von der Hessischen Bergstraße
70. 2018/2019 Inga Storck aus der Pfalz, Klara Zehnder aus Franken
71. 2019/2020 Julia Sophie Böcklen aus Württemberg, Carolin Hillenbrand von der Hessischen Bergstraße
72. 2020/2021 Anna-Maria Löffler aus der Pfalz, Eva Müller aus Rheinhessen
73. 2021/2022 Linda Trarbach von der Ahr, Saskia Teucke aus der Pfalz
74. 2022/2023 Luise Böhme von Saale-Unstrut, Juliane Schäfer aus Rheinhessen
75. 2023/2024 Jessica Himmelsbach aus Baden, Lea Baßler aus der Pfalz
76. 2024/2025 Julia Lambrich vom Mittelrhein, Katharina Gräff von der Nahe